# Minka Kelly
Minka Kelly (24 de junio de 1980) es una actriz estadounidense. Se hizo famosa por su papel de Lyla Garrity en la serie dramática de NBC Friday Night Lights (2006–2009). En 2011, Kelly protagonizó las películas The Roommate y Searching for Sonny, tuvo un papel recurrente como Gaby en la serie de drama familiar de NBC Parenthood (2010–2011) y un papel principal como Eve French en el reinicio de la serie de acción de ABC Charlie's Angels (2011). Kelly interpretó a Dawn Granger / Dove en las tres primeras temporadas de la serie de superhéroes de DC Universe/Max Titans (2018–2021).
Kelly también es autora de sus memorias Tell Me Everything: A Memoir (2023), que se convirtió en un best seller del New York Times.

## Biografía
Minka Kelly nació en Los Ángeles. Es hija única de Maureen Dumont Kelly y del exguitarrista de Aerosmith Rick Dufay. Tiene ascendencia francesa, irlandesa y neerlandesa-indonesia. Fue criada principalmente por su madre y por el novio intermitente de su madre, David Gonzalez.
Su madre trabajó en diversos empleos, incluyendo como stripper y camarera, y a menudo tuvo dificultades para llegar a fin de mes durante la infancia de Kelly. En un momento, vivieron en un cobertizo de almacenamiento en un complejo de apartamentos después de perder su vivienda. Para ganar dinero extra, su madre intentó contrabandear drogas a través de la frontera México-Estados Unidos, pero fue atrapada y encarcelada por un tiempo. Mientras su madre estaba encarcelada, Kelly fue enviada a vivir con varios amigos y conocidos de su madre. En una de estas casas, Kelly fue abusada físicamente.
Antes de que Kelly comenzara la escuela secundaria, ella y su madre se mudaron a Albuquerque, Nuevo México, para estar cerca de la familia extensa de David Gonzalez, la figura paterna de Kelly. Cuando tenía 16 años, su madre y Gonzalez huyeron de Nuevo México en un intento de escapar de cargos por drogas. Kelly se mudó con un novio cinco años mayor que ella, y a los 17 años se sometió a un aborto cuando quedó embarazada de su hijo.
Asistió a dos escuelas secundarias antes de graduarse de Valley High School en Albuquerque, Nuevo México. Después de graduarse, Kelly se reconectó con su padre biológico y se mudó de nuevo a Los Ángeles. La madre de Kelly, Maureen, falleció en 2008, a los 51 años, debido a un cáncer de colon.

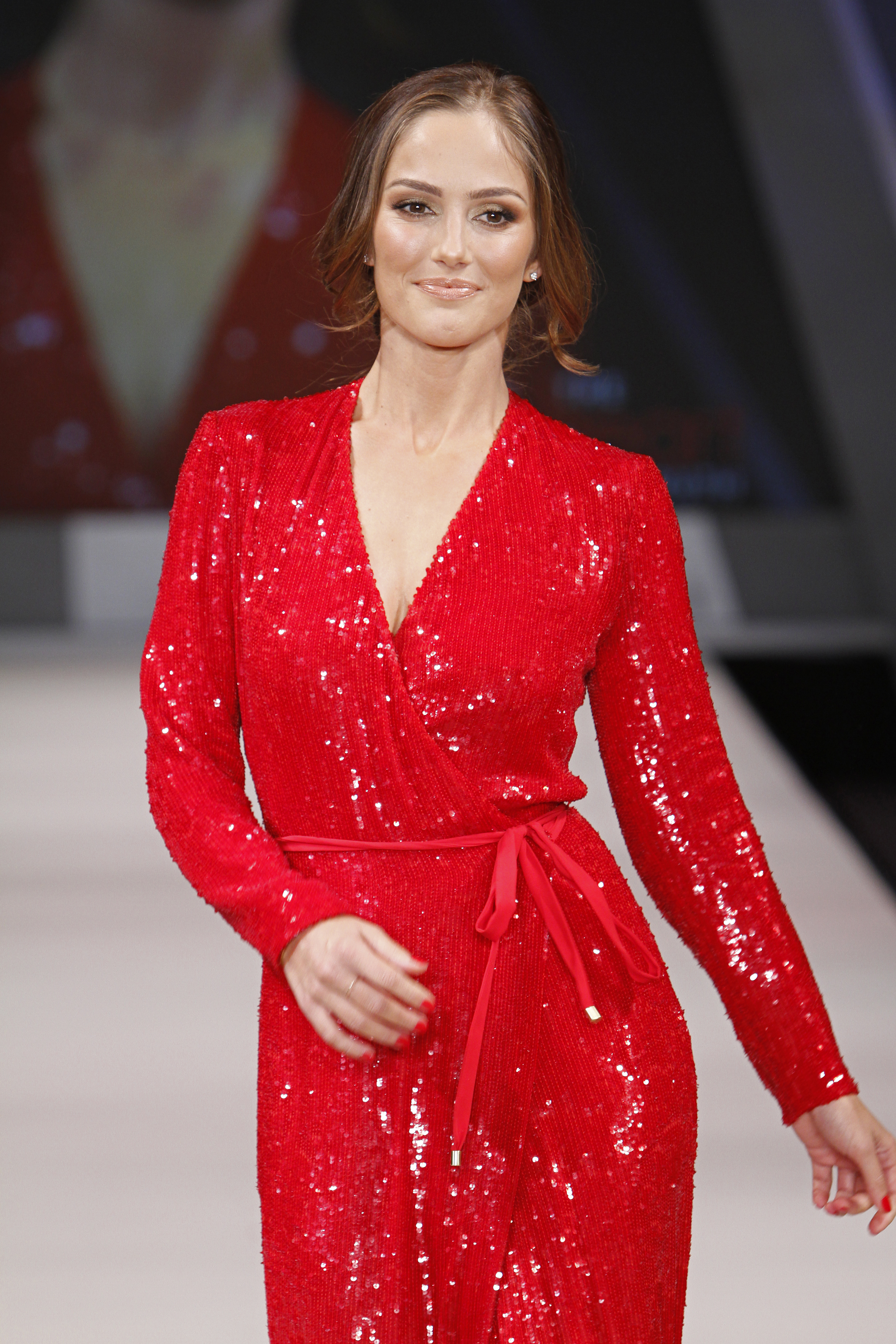
Minka Kelly en 2012

## Trayectoria profesional
A los 19 años, después de terminar el bachillerato en Valley High School(Albuquerque), Kelly volvió a Los Ángeles. Durante una prueba de foto para una agencia de modelaje, una ex Playmate de Playboy se acercó a ella interesada en representarla. La colocó como recepcionista en una clínica médica que le proporcionaría una operación de aumento de pecho a cambio de las horas trabajadas. Finalmente decidió oponerse al procedimiento, lo que le costó el despido. Sin embargo, este acercamiento al campo de la medicina la incitó a estudiar durante un año para ayudante de cirujano. Pasó cuatro años dedicada a esa vocación, durante los cuales audicionaba como actriz, antes de entrar a formar parte del drama televisivo de la NBC, Friday Night Lights, basada en la película del mismo título. Entremedias, tuvo pequeños papeles en películas como State's Evidence y un papel como invitada recurrente en la sitcom What I Like About You.

## Vida personal
Minka Kelly ha sido amiga de la actriz Mandy Moore desde 2007. Kelly anteriormente estuvo en una relación con el actor estadounidense Chris Evans. También tuvo una relación con el exjugador de New York Yankees y shortstop Derek Jeter desde 2008 hasta 2011. Anteriormente estuvo en una relación con el comediante Trevor Noah, pero la pareja se separó en 2022. Desde 2022, mantiene una relación con el líder de Imagine Dragons, Dan Reynolds.
A Minka Kelly le gusta cocinar y hornear. Se graduó de la Nueva Escuela de Cocina en Culver City, California, en junio de 2015. Ha expresado interés en lanzar un programa de televisión sobre cocina itinerante. En 2016, participó en el programa de cocina de Food Network Star Plates, en el que celebridades trabajan como cocineros en línea junto a chefs de renombre en la cocina de un restaurante.

## Filmografía

### Cine
| Año  | Título                  | Papel          | Notas |
| ---- | ----------------------- | -------------- | --- |
| 2004 | Turbo-Charged Prelude   |                | No acreditada |
| 2005 | Devil's Highway         | River          | |
| 2006 | The Pumpkin Karver      | Tammy Boyles   | |
| 2006 | State's Evidence        | Chica #3       | |
| 2007 | The Kingdom             | Señorita Ross  | |
| 2009 | (500) Days of Summer    | Autumn         | |
| 2011 | Searching for Sonny     | Eden Mercer    | |
| 2011 | The Roommate            | Sara Matthews  | Nominada – MTV Movie Award for Best Scared-As-S**t Performance Nominada – Teen Choice Award for Choice Movie Actress in a Drama |
| 2011 | Just Go With It         | Joanna Damon   | |
| 2013 | The Butler              | Jackie Kennedy | |
| 2014 | The World Made Straight | Eden Mercer    | |
| 2015 | Papa: Hemingway in Cuba | Debbie Hunt    | |
| 2015 | Away and Back           | Ginny          | |
| 2017 | Desnudo                 | Callie         | No acreditada |
| 2018 | Night Hunter            | Angie          | |
| 2019 | Shady Friend            | Kara           | Cortometraje |
| 2020 | She's in Portland       | Sarah Hill     | |
| 2021 | Lansky                  | Maureen Duffy  | |
| 2024 | Blackwater Lane         | Cassandra      | |
| 2024 | Champagne Problems      |                | Película de Netflix |

### Televisión
| Año     | Título                   | Papel                                         | Notas                                                  |
| ------- | ------------------------ | --------------------------------------------- | ------------------------------------------------------ |
| 2004    | Cracking Up              | Monica                                        | Invitada, episodio: "Panic House"                      |
| 2004    | Drake & Josh             | Stacey                                        | Invitada, episodio: "Movie Job"                        |
| 2005    | American Dreams          | Bonnie                                        | Invitada, episodio: "Home Again"                       |
| 2005    | What I Like About You    | Ricki                                         | Secundaria, 3 episodios                                |
| 2006–09 | Friday Night Lights      | Lyla Garrity                                  | Principal, 50 episodios                                |
| 2009    | Body Politic             | Francesca "Frankie" Foster                    | Episodio no emitido                                    |
| 2010–11 | Parenthood               | Gaby                                          | Secundaria, 9 episodios                                |
| 2010    | Entourage                | Ella misma                                    | Invitada, episodio: "Lose Yourself"                    |
| 2011    | Los ángeles de Charlie   | Eve French                                    | Principal, 8 episodios                                 |
| 2013-14 | Almost Human             | Valerie Stahl                                 | Principal, 13 episodios                                |
| 2015    | Man Seeking Woman        | Whitney                                       | Invitada, episodio: "Sizzurp"                          |
| 2016    | The Path                 | Miranda Frank                                 | Secundaria, 4 episodios                                |
| 2017    | Jane the Virgin          | Abbey Whitman                                 | Secundaria, 3 episodios                                |
| 2017    | Bull                     | Kara Clayton                                  | Invitada, episodio: "School for Scandal"               |
| 2018    | The Beach House          | Cara Rudland                                  | Película para televisión, protagonista                 |
| 2018-21 | Titans                   | Dawn Granger / Dove                           | Principal, temporada 2; Secundaria, temporada 1        |
| 2019    | Ludo à la Maison         |                                               | Serie web                                              |
| 2019    | Drunk History            | Maurine Dallas Watkins / Florence Nightingale | Serie. 2 episodios.                                    |
| 2020    | DC's Legends of Tomorrow | Dawn Granger / Dove                           | Episodio: "Crisis on Infinite Earths, Part 5"          |
| 2020    | Robot Chicken            | Arya Stark, Mascot Judge                      | Episodio: "Petless M in: Cars Are Couches On The Road" |
| 2022    | Euphoria                 | Samantha                                      | HBO                                                    |
| 2025    | Ransom Canyon            | Quinn O'Grady                                 | Netflix                                                |

### Videoclips
| Año  | Canción           | Artista             |
| ---- | ----------------- | ------------------- |
| 2002 | "If You C Jordan" | Something Corporate |
| 2002 | "She Hates Me"    | Puddle of Mudd      |
| 2012 | "One More Night"  | Maroon 5            |

### Videojuegos
| Año  | Título                | Papel | Notas |
| ---- | --------------------- | ----- | ----- |
| 2018 | Detroit: Become Human | North |       |